# Faerlea glomerata
Faerlea glomerata är en plattmaskart som beskrevs av Westblad 1945. Faerlea glomerata ingår i släktet Faerlea och familjen Isodiametridae. Inga underarter finns listade i Catalogue of Life.